# Feuchtsalz
Feuchtsalz (Abkürzung FS) entsteht durch das Anfeuchten von trockenem Auftausalz („Streusalz“) mit Salzlösungen im Winterdienst beim Feuchtsalzstreuverfahren.

## Grundlagen
Die auftauende Wirkung von Salz beruht auf der Gefrierpunkterniedrigung einer Salzlösung gegenüber salzfreiem Wasser. Salzlösungen haben einen niedrigeren Gefrierpunkt als Wasser, dieser sinkt mit zunehmender Salzkonzentration ab, bis der Eutektische Punkt erreicht ist. Das Entstehen einer Lösung setzt jedoch einen Feuchtigkeitsfilm voraus, der sich erst einmal rings um das trocken auf die Straße aufgebrachte Salzkristall bilden muss.
Bringt man das Salz jedoch direkt als Salzlösung auf, dann ist dieser Anfeuchtevorgang nicht mehr notwendig, und der Tauvorgang setzt wesentlich schneller ein. Außerdem treten weniger Verluste bei der Ausbringung des Salzes auf, da keine trockenen Salzkristalle auf der Straße liegen, die vom Wind, von der Fahrtwindfahne des Streufahrzeugs oder anderem Verkehr weggetragen werden könnten. Mit einer solchen Salzlösung würde jedoch auch ein großer Wasseranteil aufgebracht, der die Salzkonzentration auf das gesamte Wasserangebot auf der Straße wieder absenkt. Es müsste also entsprechend mehr Salz (in Form von Sole) gestreut werden, um dieselbe Auftauwirkung zu erreichen. Dieses würde eine höhere Belastung der Umwelt und höhere Kosten verursachen.

## Feuchtsalzstreuverfahren

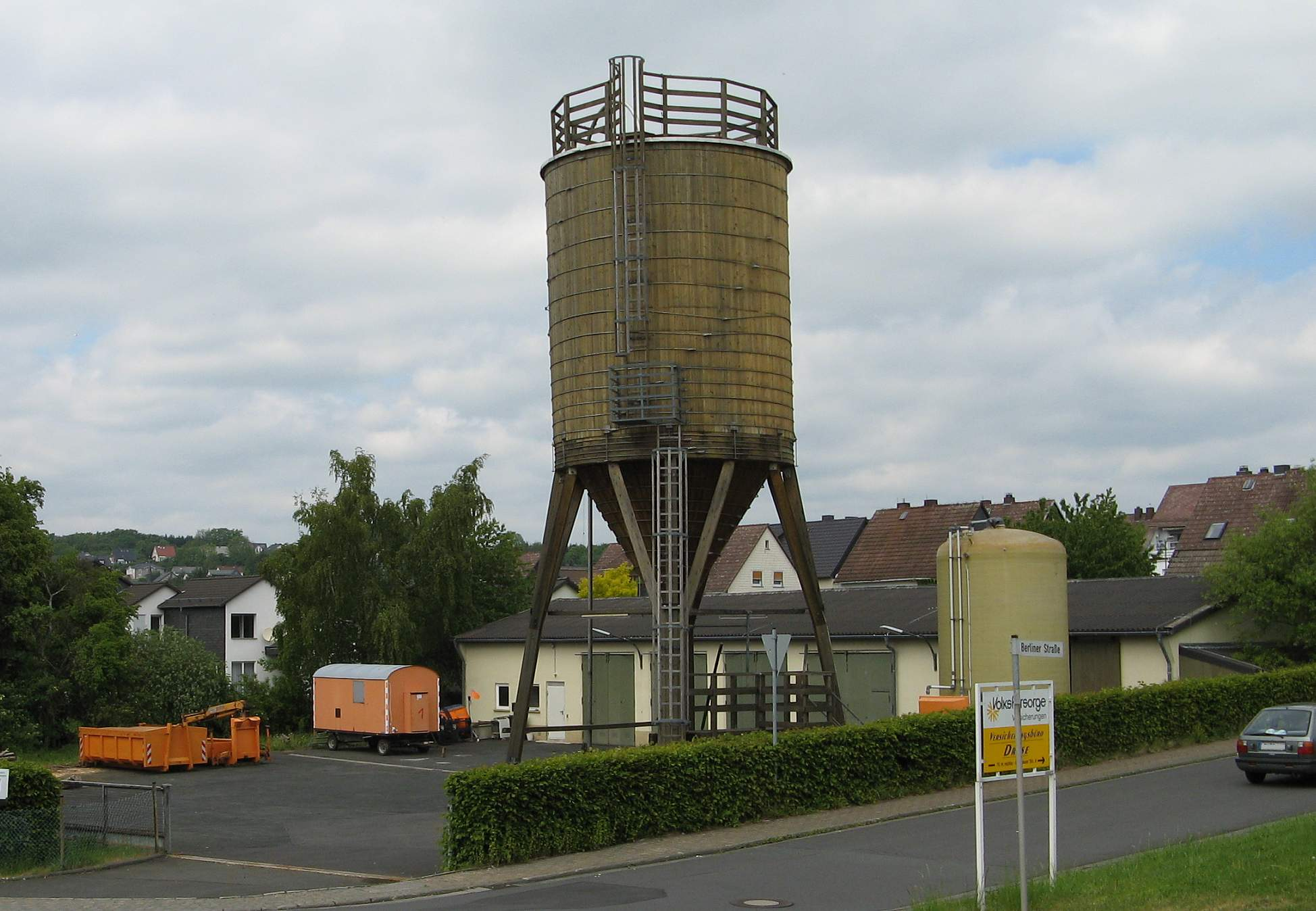
Salzsilo einer Straßenmeisterei

Beim Feuchtsalzstreuverfahren kombiniert man die Vorteile der beiden Streustoffe Trockensalz und Salzlösung miteinander und erreicht so eine schnellere Wirkung und geringere Wehverluste bei gleichzeitiger Verwendung geringerer Salzmengen und höherer Wirksamkeit. Das trockene Auftausalz wird vor dem Streuen mit einer Salzlösung (Sole) angefeuchtet. Als Sole finden Natriumchlorid (NaCl) – in den Konzentrationen 22 oder 26 %, Calciumchlorid (CaCl2) oder Magnesiumchlorid (MgCl2) Verwendung.
Allgemein durchgesetzt hat sich die Streuung mit FS 30 (30 Masseprozent(vulgo: Gewichtsprozent) Sole). Eine Studie ergab, dass bereits in den Winterdienstperioden zwischen 1984 und 1988 das FS-30-Verfahren als die Standardlösung im kommunalen Winterdienst angesehen wurde. Daneben wird – jedoch weitaus seltener – die Variante mit FS 5 angewandt. In letzter Zeit kommt zudem auch FS 50 oder gar reine Sole zum Einsatz.

### Feuchtsalzstreuung mit FS 30

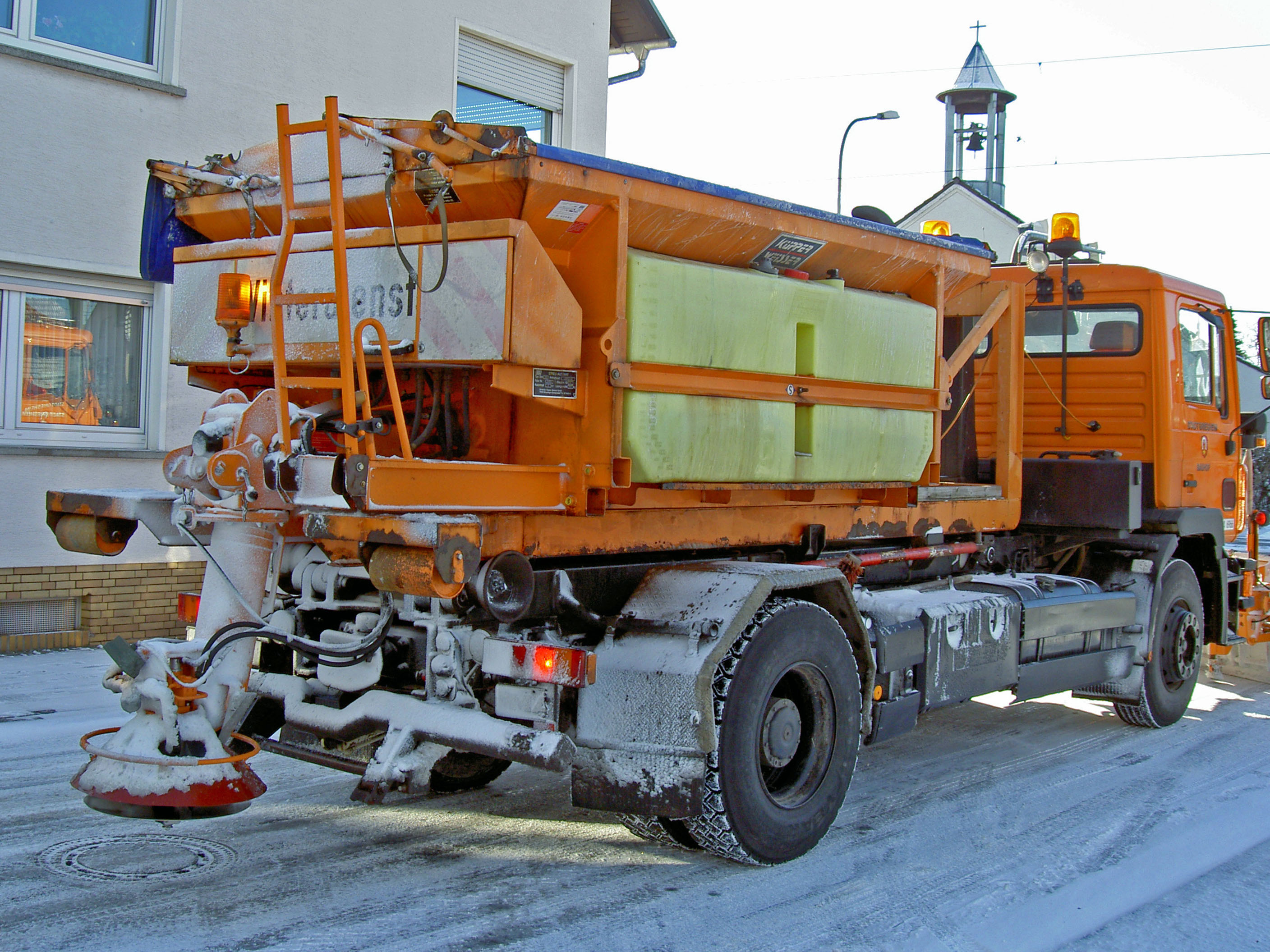
Streufahrzeug mit Feuchtsalzstreueinrichtung. An der rechten Außenwand des Streugutbehälters ist ein gelber Soletank erkennbar.

In die Streugutbehälter der Winterdienstfahrzeuge wird trockenes Salz geladen. Bei diesem Verfahren ist es erforderlich, dass die Sole in separaten Soletanks transportiert wird. Diese Tanks sind seitlich an den Streugutbehältern angebracht. Außerdem müssen die Streugeräte über eine spezielle Befeuchtungsapparatur verfügen.
Auftausalz und Sole sind während des gesamten Transports getrennt. Sie werden erst im Zuge der Ausbringung direkt auf dem Streuteller vermischt.
Das Mischungsverhältnis beträgt 70 Massenprozent Auftausalz und 30 Massenprozent Sole, deshalb die Bezeichnung FS 30.

### Feuchtsalzstreuung mit FS 5
Das trockene Auftausalz wird schon beim Beladen des Streufahrzeuges angefeuchtet, so dass zu Beginn des Streueinsatzes das gesamte Auftausalz im Streugutbehälter des Winterdienstfahrzeugs durchfeuchtet ist.
Das feuchte Auftausalz-Sole-Gemisch birgt die Gefahr des Zusammenbackens, so dass es mit dem Streufahrzeug nicht mehr ausgebracht werden kann. Nach Beendigung des Streuvorganges ist daher in jedem Falle eine vollständige Entleerung des Streugutbehälters notwendig, die in der Regel in der Salzhalle vorgenommen wird.
Das Mischungsverhältnis beträgt 95 Massenprozent Auftausalz und 5 Massenprozent Feuchtigkeit, daher FS 5.

## Anwender
Der Landesstraßendienst Tirol begann mit dem Winter 2018/2019 versuchsweise mit reiner Solestreuung.